# Charles Petit (Kaufmann)

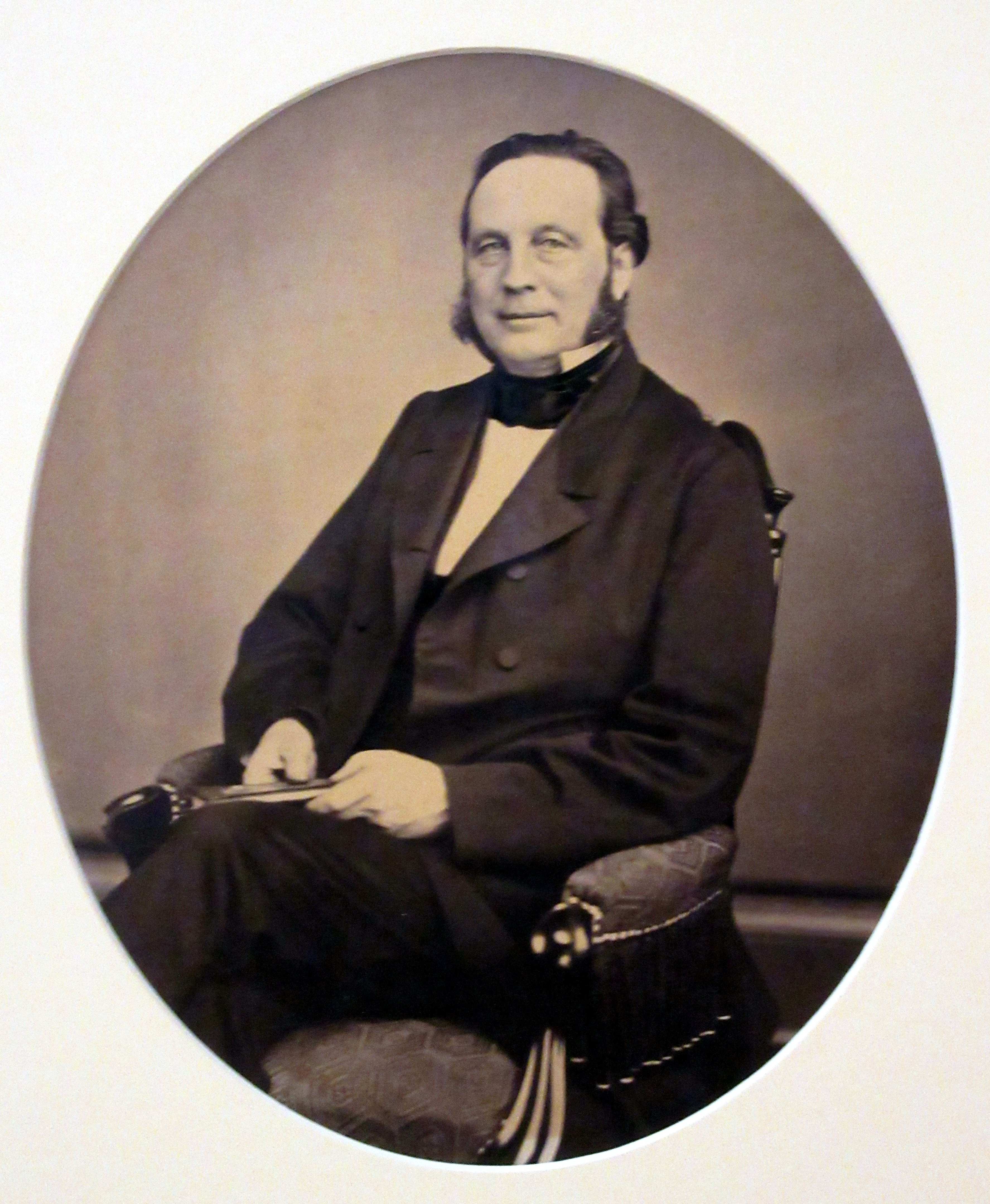
Charles Petit (um 1870)

Charles Matheus Philip Petit (* 12. August 1810 in Kopenhagen; † 7. Juni 1885 in Teplitz) war ein Lübecker Kaufmann und Politiker.

## Leben

### Herkunft
Charles Petit war ein Sohn des Kopenhagener Buchhalters Charles Matheus Philip Petit (1776–1823), der bei der Brandassurance-Compagni (Kongelige Brand) tätig war, und seiner Ehefrau Sophie Catharine geb. Fiedler (1788–1881). Die beiden von dem Maler Christoffer Wilhelm Eckersberg 1816 und 1819 geschaffene Porträts seiner Eltern wurden 2016 im Kopenhagener Kunsthandel veräußert.

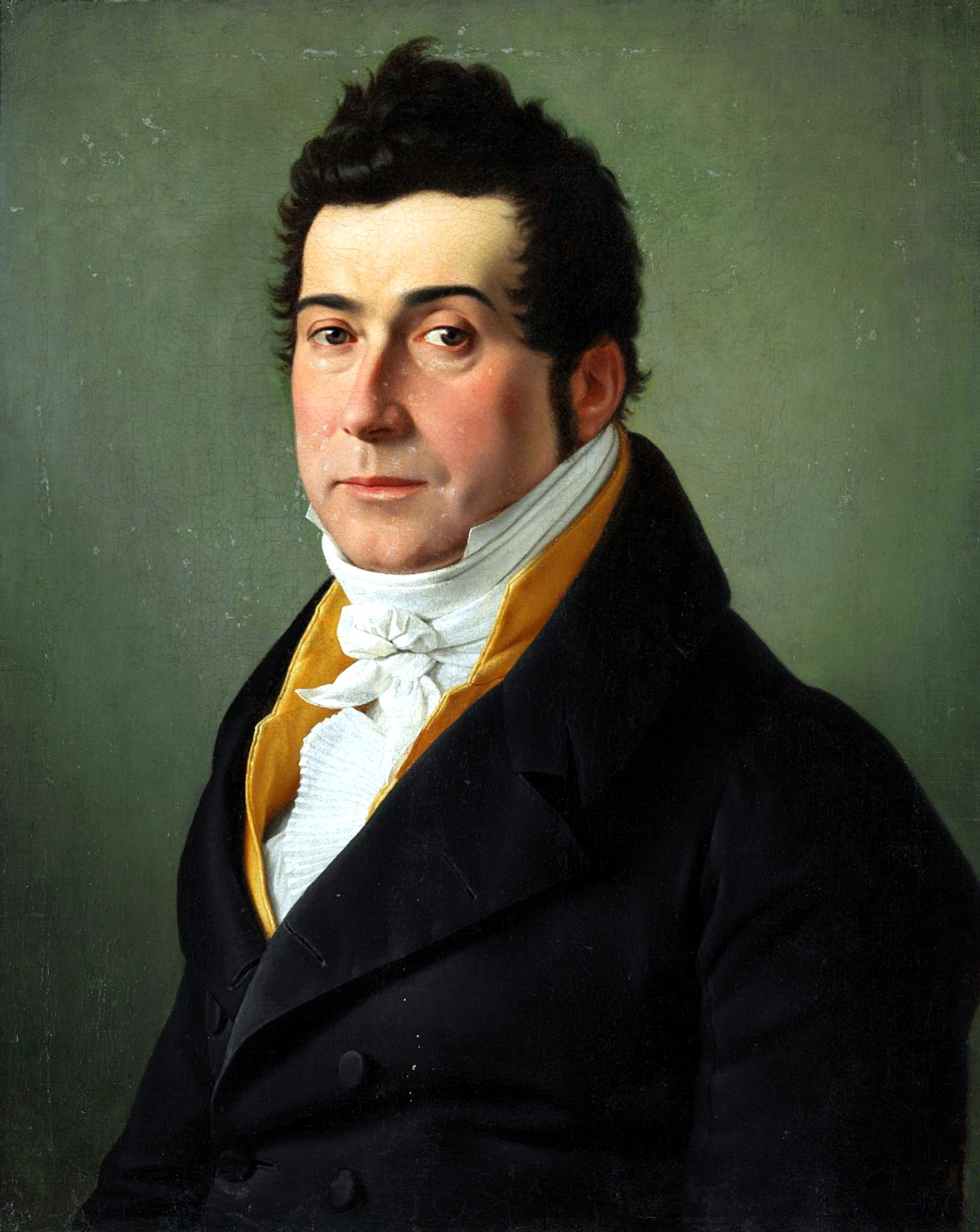
Charles Petit sen.
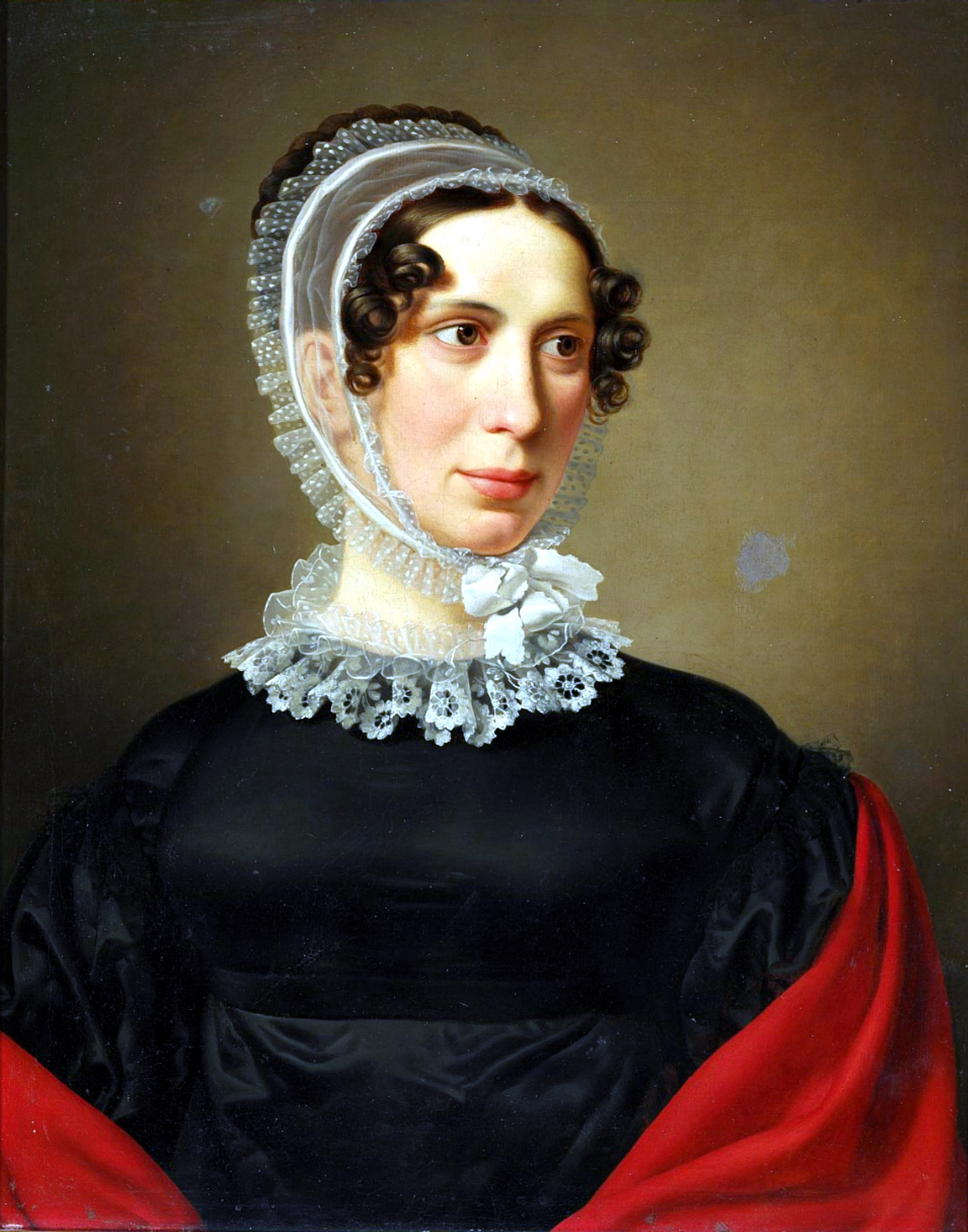
Sophie Catharine Petit

Sein älterer Bruder Friedrich Carl gen. Fritz (1809–1854) war während seiner Jugend mit dem späteren Übersetzer und Dichter Hans Christian Andersen befreundet.
Seine älteste Schwester Rosalie  (1807–1873) wurde Grafikerin und heiratete 1831 den dänischen Maler Christian Holm. Sophie Charlotte (1812–1841), eine weitere Schwester, heiratete den Juristen und späteren Lübecker Senator Theodor Curtius.

### Laufbahn
Charles Petit erlernte den Kaufmannsberuf, wurde um 1839/40 Lübecker Bürger und machte sich 1849 mit einer eigenen Handlung als Kaufmann selbstständig. Sein Haus befand sich in der Alfstraße, MQ 41. Er wurde 1849 als Mitglied in die Lübecker Bürgerschaft gewählt und vertrat von 1851 bis 1882 in Lübeck die Interessen des Königreichs Dänemark als Konsul. 1852 besuchte ihn Hans Christian Andersen in Lübeck.
Der spätere Senator Johannes Fehling, er wurde 1876 in die Bürgerschaft und bereits 1878 in den Lübecker Senat gewählt, trat 1861 als Teilhaber in Petits Handlung ein. Das neue Stammhaus der Firma ist 1876 am Lübecker Hafen an der Ecke An der Untertrave 3/Kleine Altefähre in der heute so genannten Altstadt errichtet worden. Unten sind auf einer wahrscheinlich anlässlich des 50-jährigen Jubiläums der Firma herausgegebenen Postkarte deren drei Inhaber zu sehen.

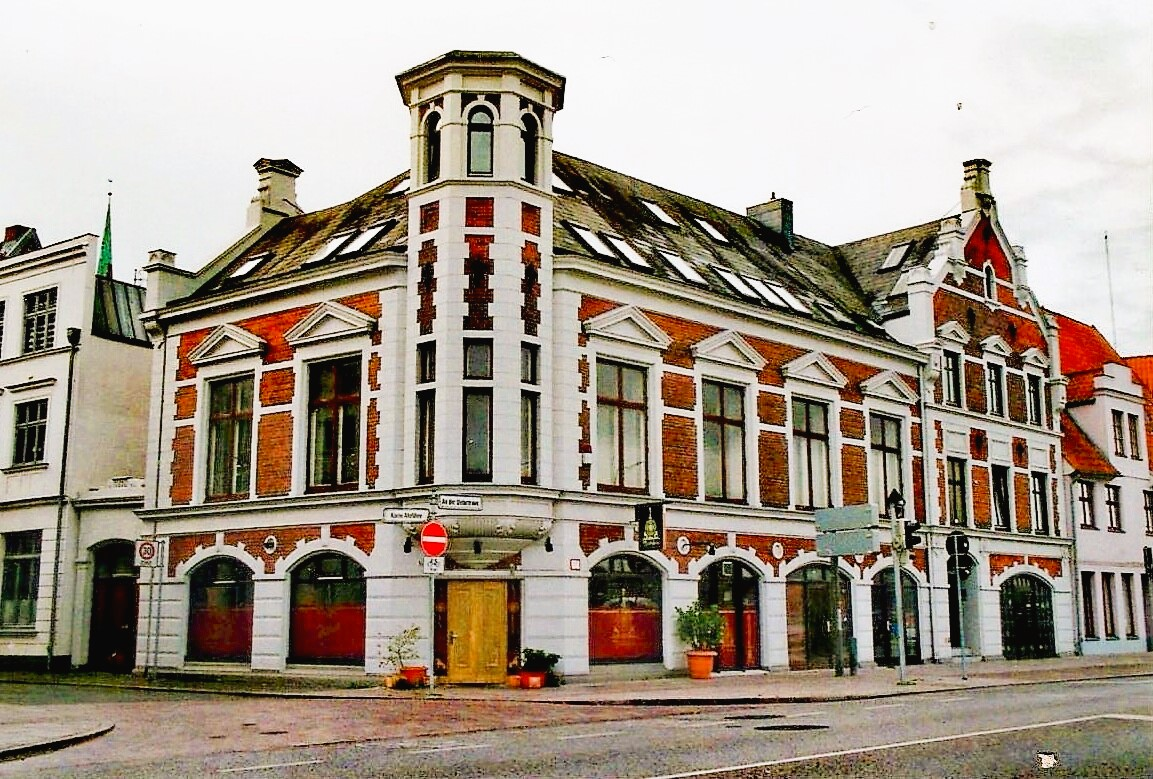
Petit-Haus
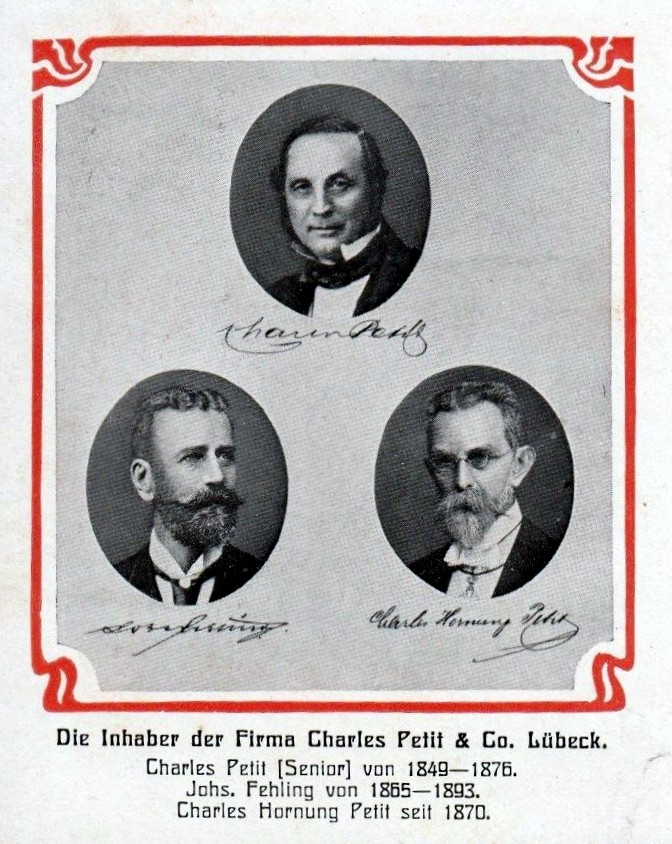
Firmeninhaber
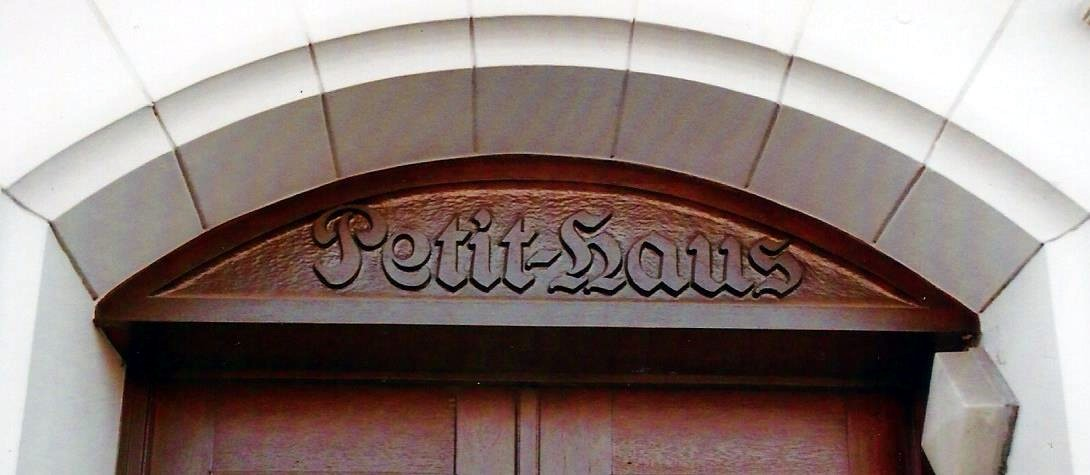
Detail am Haupteingang
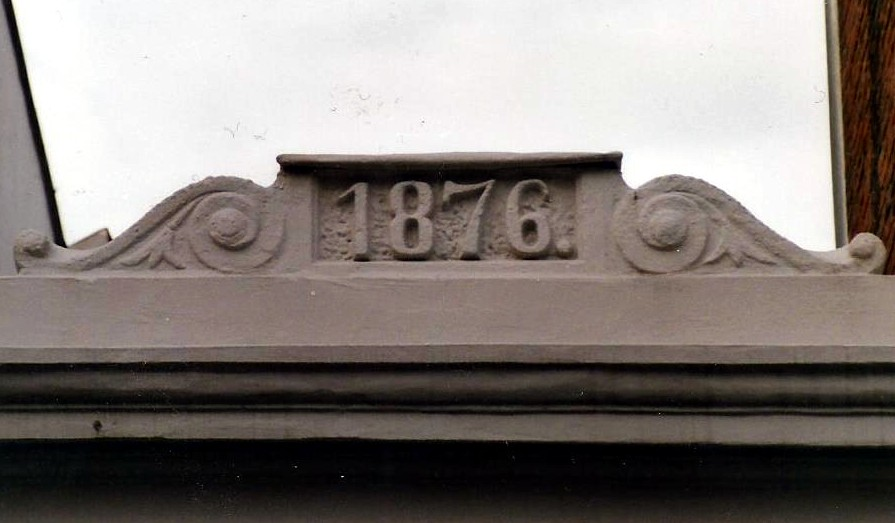
Detail am Nebeneingang

Die von Charles Petit 1849 begründete Firma Charles Petit & Co. wurde 2007 im Handelsregister beim Amtsgericht Lübeck gelöscht.

### Familie
Charles Petit verheiratete sich mit Sophie geb. Buchholz († 1862 in Menton).
Seine Tochter Anna Sophie Petit (1842–1892) heiratete den Hamburger Kaufmann Heinrich Hudtwalcker. 1865 heiratete er in zweiter Ehe Augusta Mathilde Meyer (* 27. Juni 1827 in Naudin; † 10. September 1915 in Dresden) aus Hamburg, die Schwester der Schwiegermutter seines Sohnes.
1870 trat sein Sohn Charles Hornung Petit ebenfalls bei Charles Petit & Sohn als Teilhaber ein und übernahm von seinem Vater sukzessive das Dänische Konsulat in Lübeck.
Das Petitsche Familiengrab befindet sich auf dem Friedhof der lübeckischen St.-Jürgen-Kapelle.

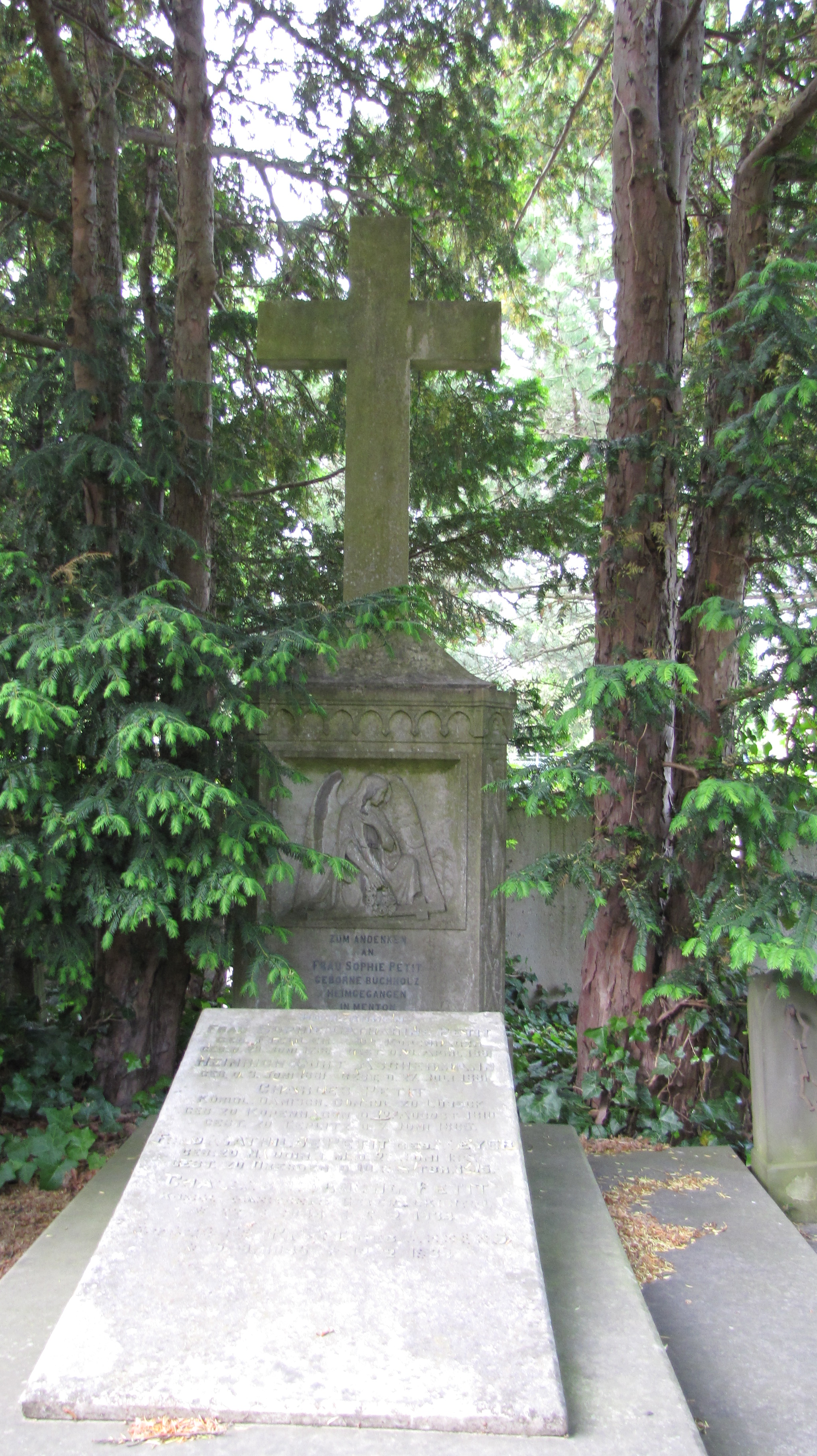
Petitsches Familiengrab
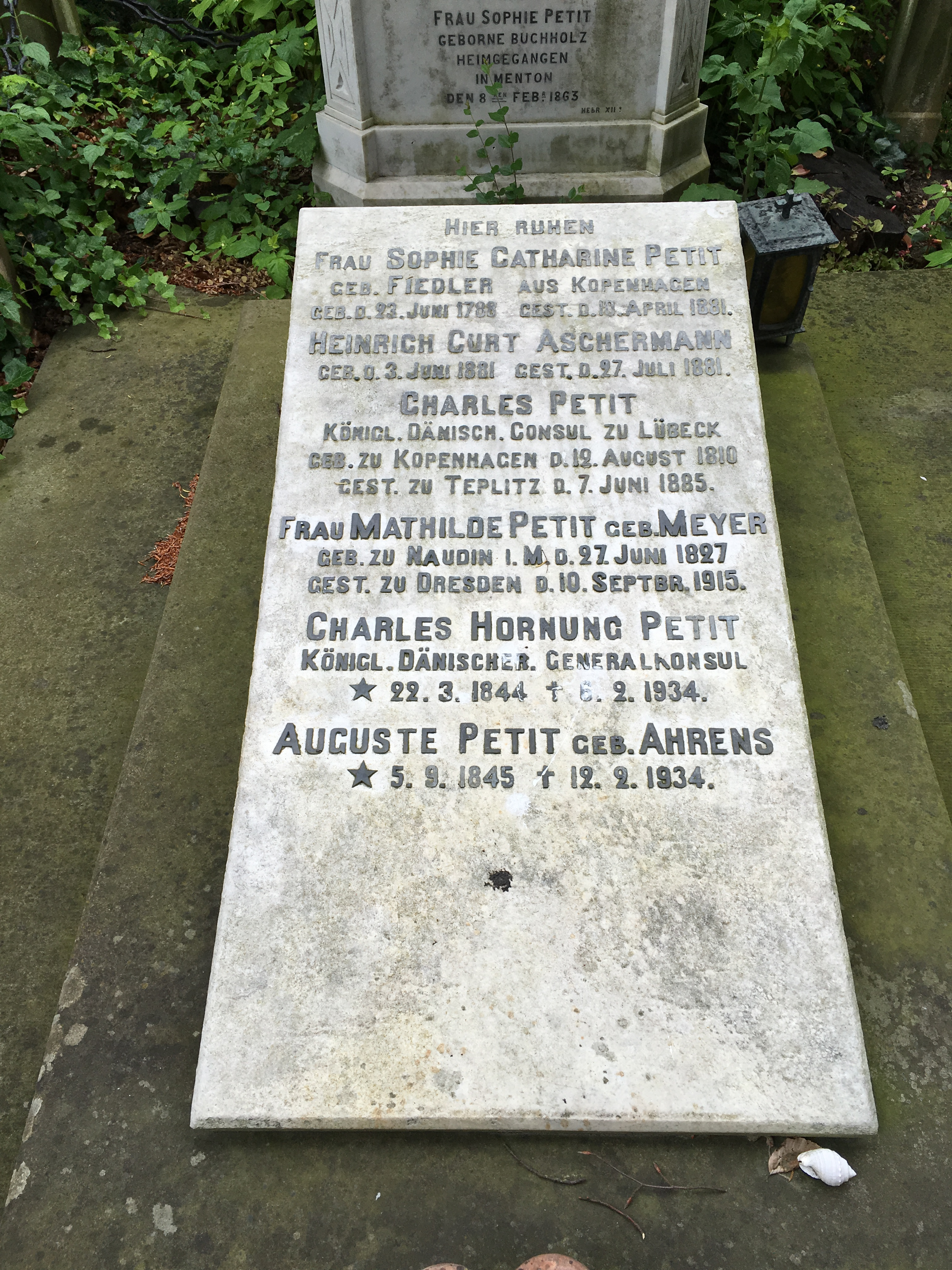
Grabplatte

## Auszeichnungen
- Dannebrogorden, Ritter
- Dannebrogsmann[9]